# ایان بلک
ایان بلک روزنامه‌نگار و نویسنده بریتانیایی است که بر مسائل سیاسی بین‌المللی تمرکز دارد. او عضو ارشد مدعو در مرکز خاورمیانه در دانشکده اقتصاد و علوم سیاسی لندن است. وی همچنین سردبیر خاورمیانه در روزنامه گاردین بود، که از سال ۱۹۸۰ کارش در این زمینه به عنوان خبرنگار، خبرنگار خاورمیانه، سردبیر دیپلماتیک، سردبیر اروپایی و نویسنده اصلی شروع کرده بود.

## جوایز
در سال ۲۰۱۰، شورای بین‌المللی مطبوعات و پخش، در ششمین دوره جوایز سالانه بین‌المللی رسانه در لندن، جایزه صلح بواسطهٔ رسانه را به بلک اهدا کرد.

## آثار
- جنگ‌های مخفی اسرائیل: تاریخچه سرویس‌های اطلاعاتی اسرائیل(به انگلیسی: Israel's Secret Wars: A History of Israel's Intelligence Services)، نوشته یان بلک، بنی موریس (انتشارات گرو، ۱۹۹۱)شابک ‎۰-۸۰۲۱-۱۱۵۹-۹
- صهیونیسم و اعراب ۱۹۳۶–۱۹۳۹(به انگلیسی: Zionism and the Arabs 1936-1939)، نوشته یان بلک (روتلج، ۲۰۱۶)شابک ‎۹۷۸–۱۱۳۸۹۰۷۳۴۸
- دشمنان و همسایگان: اعراب و یهودیان در فلسطین و اسرائیل، ۱۹۱۷–۲۰۱۷(به انگلیسی: Enemies and Neighbors: Arabs and Jews in Palestine and Israel, 1917-2017)، توسط ایان بلک (چاپ ماهانه آتلانتیک، ۲۰۱۷)شابک ‎۹۷۸–۰۸۰۲۱۲۷۰۳۷